# Pombalia serrata
Pombalia serrata (Phil.) Paula-Souza – gatunek roślin z rodziny fiołkowatych (Violaceae). Występuje naturalnie w północnej Argentynie. 

## Morfologia
PokrójZimozielony półkrzew dorastający do 20 cm wysokości.
LiścieBlaszka liściowa ma odwrotnie jajowaty lub eliptycznie lancetowaty kształt. Mierzy 2–5 cm długości oraz 0,5–2 cm szerokości, jest piłkowana na brzegu, ma tępą nasadę i ostry wierzchołek. Przylistki są nitkowate i osiągają 3 mm długości. Ogonek liściowy jest nagi i ma 4 mm długości.
KwiatyPojedyncze, wyrastające z kątów pędów. Mają działki kielicha o równowąsko lancetowatym kształcie i dorastające do 7 mm długości. Płatki są równowąskie, przedni jest sierpowaty.
OwoceTorebki mierzące 10 mm długości, o jajowatym kształcie.